# Deuter Sport
Deuter (officieel Deuter Sport GmbH, geschreven als deuter) is een Duits bedrijf dat gespecialiseerd is in rugzakken, slaapzakken en accessoires voor gebruik bij wandelingen, backpacken, bergsport en meer. Deuter Sport werd in 1898 opgericht in Augsburg.

## Geschiedenis
In 1898 werd Deuter Sport door Hans Deuter opgericht. In de begindagen werden zeilen, zakken en zeildoeken gemaakt. Vanaf het begin van de jaren 1900 mocht Deuter de postzakken voor de Koninklijk Beierse Post produceren. Door de jaren heen werd het assortiment verder uitgebreid. Vanaf 1905 begon Deuter met het verhuren van tenten en in 1910 werden onder andere voor het leger rugzakken, knapzakken, riemen en tenten geproduceerd. In 1919 begon Deuter met het produceren van rugzakken en reiskoffers. In 1995 voegde Deuter slaapzakken toe aan het assortiment.
In 1939 werd de volledige productie van Deuter overgenomen door het Duitse leger.
In 2006 werd Deuter overgenomen door Schwan-Stabilo.